# Brittany Howard
Brittany Amber Howard (ur. 2 października 1988 w Athens) – amerykańska gitarzystka i wokalistka Alabama Shakes.
Swoją karierę zaczęła w 2012, wydając z zespołem debiutancki album „Boys & Girls”, a później w 2015 „Sound & Color”.

## Życiorys
Swoją przygodę z muzyką zaczęła w wieku 13 lat, gdy wstąpiła do zespołu punkowego. Rozpoczęła wtedy także naukę gry na gitarze. Kilka lat później, poznała Zaca Cockrella, oraz Steve’a Johnsona, z którymi wydała pierwsze demo „The Shakes”. Utwór dostał się w ręce gitarzysty Heatha Fogga, który postanowił dołączyć do muzyków. Jakiś czas później grupa zmieniła nazwę na Alabama Shakes.